# Коркоран, Джон
Джон Коркоран (англ. John Corcoran; род. 1939, Санта-Фе) — житель США, который предположительно страдал дислексией, до 48 лет не умел читать, и тем не менее окончил школу, университет, и длительное время работал учителем английского языка.

## Биография
Джон родился в обычной семье в 1937 году. После поступления в начальную школу у него обнаружились проблемы с обучением чтению, которое он толком не смог освоить. Несмотря на это, он по прежнему учился в обычной школе. Каждый раз, чтобы скрыть свою безграмотность, ему приходилось идти на разные уловки и хитрости, например, он мог часами делать вид, что читает или пишет, срывал уроки, сбегал с уроков, просил одноклассников делать за него домашнее задание, подделывал документы и т. п. Его учителя не особо обращали внимание на эти странности, считая его просто глупым ребёнком. Родители же, когда их вызывали в школу, говорили, что у их ребёнка нет никаких сложностей при чтении и письме, просто он эмоционально неуравновешен и испытывает некие психологические затруднения. Как признался он позже: Я мог написать своё имя и запомнить несколько слов, но я не мог написать предложение целиком — учась в средней школе, по чтению я все ещё был на уровне второго или третьего класса. Но я никогда никому не говорил, что не умею читать. Мастерски скрывая от всех свою неграмотность, Джон окончил школу, а потом благодаря спортивным успехам поступил в Техасский университет в Эль-Пасо (в некоторых источниках указано что это был Техасский университет в Остине), где был успешным членом баскетбольной команды.
После университета он работал в различных школах на должности учителя в течение 17 лет. Всю информацию Коркоран давал в устном виде, на его уроках всегда были ученики, которые читали и писали вместо него, а некоторые тесты своих учеников он проверял с помощью специального трафарета, который можно наложить на лист с ответами и сверить сходство. Со временем, по его словам, ему стало стыдно за себя и за всю образовательную систему, он признался окружающим, что неграмотный, и добровольно отправился на курсы, где с трудом, постепенно, научился чтению и письму. О безграмотности Джона знала его жена, но они никогда не обсуждали эту тему. Эти проблемы не мешали Коркорану длительное время заниматься торговлей недвижимостью.
Став грамотным, он издал две книги о своей жизни и возглавляет фонд Джона Коркорана, который борется с безграмотностью во взрослом возрасте.

## Книги
- The Bridge to Literacy: No Child—or Adult—Left Behind («Мост к грамотности: ни один ребёнок или взрослый не останутся позади»)[5]
- The Teacher Who Couldn't Read: One Man's Triumph Over Illiteracy («Учитель, который не умел читать: триумф одного человека над неграмотностью»)[6][7]